# Alditol
Cet article court présente un sujet plus développé dans : polyol.

Formule générique d'un alditol.

Un alditol est un polyol non cyclique de formule générique HOH2C(–CHOH)n–CH2OH dérivant formellement d'un aldose par réduction du groupe carbonyle. Les alditols les plus courants sont généralement désignés simplement comme polyols :
- Glycérol, en C3
- Érythritol, en C4
- Thréitol, en C4
- Arabitol, en C5
- Xylitol, en C5
- Ribitol, en C5
- Mannitol, en C6
- Sorbitol, en C6
- Galactitol, en C6
- Fucitol, en C6
- Iditol, en C6
- Volémitol, en C7
- Isomalt, en C12
- Maltitol, en C12
- Lactitol, en C12
- Maltotriitol, en C18
- Maltotétraitol, en C24
- Polyglycitol